# Samseong-myeon
Samseong-myeon (koreanska: 삼성면) är en socken i kommunen Eumseong-gun i provinsen Norra Chungcheong i den centrala delen av Sydkorea, 80 km sydost om huvudstaden Seoul.